# Felice Bennati
Felice Bennati (6. května 1856 Piran – 3. března 1924 Koper) byl rakouský právník a politik italské národnosti z Istrie, na počátku 20. století poslanec Říšské rady, v meziválečném období člen italského senátu.

## Biografie
Bydlel v Koperu. Profesí byl advokátem. Vystudoval práva na Vídeňské univerzitě a Univerzitě Štýrský Hradec, kde byl předsedou spolku italských studentů. V roce 1878 byl souzen za velezradu kvůli iredentistickým aktivitám, ale byl zproštěn viny. Byl veřejně a politicky činný. V domovském Koperu zasedal v obecní radě. Od roku 1890 byl aktivní v místní pobočce italského spolku Società Dante Alighieri. Byl prezidentem organizace Lega nazionale.
Byl též poslancem Istrijského zemského sněmu. Zvolen do něj byl roku 1895.
Působil i jako poslanec Říšské rady (celostátního parlamentu Předlitavska), kam usedl ve volbách roku 1901 za kurii všeobecnou v Istrii.
Ve volbách do Říšské rady roku 1901 se uvádí jako italský liberální kandidát. Je zachycen na fotografii, publikované v květnu 1906 (ovšem pořízené cca v roce 1904), mezi 18 členy poslaneckého klubu Italské sjednocení (Italienische Vereinigung) na Říšské radě.
Za první světové války odešel do Itálie a byl rakouskými vojenskými soudy v nepřítomnosti odsouzen. V Římě se angažoval ve spolcích istrijských exulantů. Podporoval přičlenění Istrie k Italskému království. V roce 1920 byl za zásluhy o vlast nominován za člena italského senátu.